# Щетинковый древесный топаколо
Щетинковый древесный топаколо (лат. Merulaxis ater) — вид воробьиных птиц семейства топаколовых (Rhinocryptidae). Подвидов не выделяют. Эндемик Бразилии.

## Описание
Щетинковый древесный топаколо — небольшая птица длиной 18,5 см и массой 37,2 г (самец, один экземпляр) и 33 г (самка, один экземпляр). У основания клюва и на передней части макушки расположен короткий гребень из жёстких узких перьев. Выражен половой диморфизм. Самцы однородного тёмно-голубовато-серого цвета. Нижняя часть спины, второстепенные маховые перья, бока и брюхо тёмно-коричневые. Хвост чёрный. Радужная оболочка тёмно-коричневая. Надклювье чёрное, подклювье тёмно-коричневое с немного более светлым основанием. Цевка тёмно-коричневая, несколько светлее спереди. У самок верхняя часть тела однородного землисто-коричневого цвета. Горло, грудь и брюхо желтовато-коричневые с красноватым оттенком. Бока и нижняя часть брюха тёмно-оливково-коричневые. Подклювье беловатое с тёмным краем. Молодь не описана.

## Вокализация
Песня начинается с серии кликов продолжительностью до 1 минуты с немного нерегулярными интервалами в 1,3—1,4 секунды и варьирующимися по частоте от 2, 8 до 3,2 кГц, и заканчивающийся громкой трелью (“истерический смех”) продолжительностью 7—9 секунд. Сигналы тревоги — звонкое «tsewk-tsewk, pit», а также писклявое «keekick» и слабое, короткое, смеющееся «he-he-heeheeheehee».

## Биология
Щетинковый древесный топаколо добывает пищу парами, члены пары держатся на расстоянии 10—20 м друг от друга, поддерживая голосовой контакт. Прыгает, ходит или бегает по земле, время от времени запрыгивая на низкую растительность или брёвна, чтобы осмотреться. Засовывает голову в опавшую листву, ища добычу, чему способствуют длинные лобные щетинки. Состав рациона не исследован.
Биология размножения не исследована. Было описано одно гнездо в штате Рио-де-Жанейро.

## Распространение и места обитания
Щетинковый древесный топаколо распространён на юго-востоке Бразилии от юга штатов Минас-Жерайс и Эспириту-Санту до штата  Рио-де-Жанейро и далее до востока штатов Сан-Паулу, Парана и Санта-Катарина. Обитает во влажных низменных и горных лесах на высоте от 400 до 1800 м над уровнем моря.